# Жовква, Игорь Иванович
Игорь Иванович Жовква (укр. Ігор Іванович Жовква; род. 22 октября 1979, Киев) — украинский государственный деятель и дипломат. Чрезвычайный и Полномочный Посол. Кандидат политических наук (2005). Доцент (2014). Руководитель Главного департамента внешней политики и европейской интеграции Администрации Президента Украины (с 2014). Заместитель Руководителя Офиса Президента Украины с 10 сентября 2019. Заслуженный работник образования Украины (2019). 

## Биография
Родился 22 октября 1979 года в Киеве. В 2001 году окончил Институт международных отношений Киевского национального университета имени Тараса Шевченко, «Международные отношения», магистр международных отношений, переводчик с английского языка; владеет иностранными языками: украинский, русский, английский — свободно; польский, немецкий — средний уровень.
С октября 2001 по март 2005 года — аспирант Института международных отношений Киевского национального университета им. Тараса Шевченко, г. Киев.
С июня 2002 по декабрь 2002 года работал помощником-консультантом народного депутата Украины аппарата Верховной Рады Украины.
С декабря 2002 по апрель 2005 года — главный консультант управления по вопросам европейской и евроатлантической интеграции Главного управления по вопросам внешней политики Администрации Президента Украины.
С апреля 2005 по декабрь 2005 года работал главным консультантом отдела евроатлантической интеграции департамента европейской и евроатлантической интеграции Главной службы внешней политики Секретариата Президента Украины. С декабря 2005 по март 2006 года — главный консультант отдела евроатлантической интеграции департамента европейской и евроатлантической интеграции Главной службы внешней политики Секретариата Президента Украины.
С марта по декабрь 2006 года работал заведующим отделом евроатлантической интеграции департамента европейской и евроатлантической интеграции Главной службы внешней политики Секретариата Президента Украины.
С декабря 2006 по апрель 2007 года работал заместителем руководителя службы европейской и евроатлантической интеграции — заведующим отделом евроатлантической интеграции Главной службы внешней политики Секретариата Президента Украины. С апреля 2007 по январь 2008 года — заместитель руководителя департамента европейской и евроатлантической интеграции — заведующий отделом евроатлантической интеграции Главной службы внешней политики Секретариата Президента Украины.
В 2008—2010 годах работал заместителем руководителя Службы — руководитель группы, руководитель Службы Вице-премьер-министра Украины Секретариата Кабинета Министров Украины.
С апреля 2010 по сентябрь 2010 года — руководитель международных программ Международного центра перспективных исследований.
С сентября 2010 по июнь 2011 года — директор Департамента Государственного агентства по управлению национальными проектами.
В 2011—2014 годах — директор Департамента Государственного агентства Украины по инвестициям и управлению национальными проектами Украины.
С марта 2014 по август 2014 года был заместителем руководителя Службы Вице-премьер-министра Украины Секретариата Кабинета Министров Украины.
С сентября 2014 года — Руководитель Главного департамента внешней политики и европейской интеграции Администрации Президента Украины.
Член Национального инвестиционного совета (с 24 декабря 2019 г.).

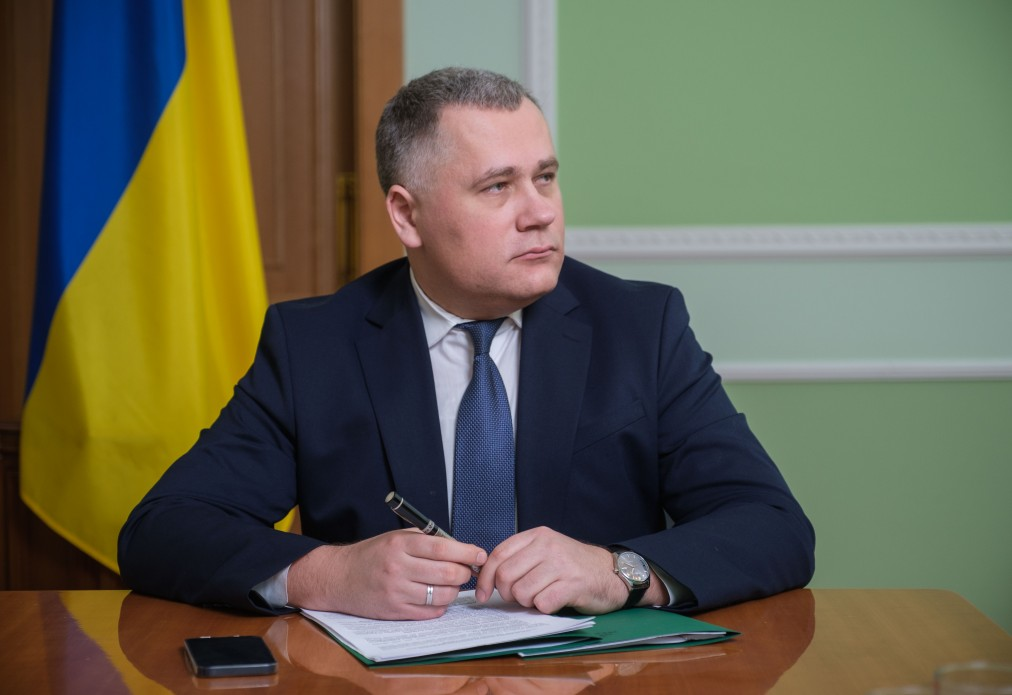
Игорь Жовква на видеовстрече с руководителем департамента внешней политики Офиса Премьер-министра Королевства Дания

С 10 сентября 2019 года — заместитель Руководителя Офиса Президента Украины по вопросам международной политики.
Член Национального совета реформ (с 29 января 2021 г.).

## Награды
- Орден «За заслуги» III степени (2021)[7].
- Командор ордена Великого князя Литовского Гядиминаса (2025, Литва)[8].
- Кавалер ордена Заслуг перед Республикой Польша (2021, Польша)[9].
- Заслуженный работник образования Украины (2019).